# Caspar Erasmus Duftschmid
Caspar Erasmus Duftschmid (ur. 19 listopada 1767 w Gmunden, zm. 17 grudnia 1821 w Linzu) – austriacki przyrodnik i lekarz, pamiętany za prace entomologiczne, przede wszystkim dotyczące chrząszczy.
Jego najbardziej znaną pracą jest trzytomowa Fauna Austriaca. Oder Beschreibung der österreischischen Insekten für angehande Freunde der Entomologie.